# マイク・サーベナック
マイケル・クリストファー・サーベナック（Michael Christopher Cervenak、1976年8月17日 - ）は、アメリカ合衆国ミシガン州出身の元プロ野球選手（内野手）。右投右打。
台湾球界での登録名は、「克里斯多福」。

## 経歴
1998年のMLBドラフトでオークランド・アスレチックスから43巡目（全体1274位）で指名されたが入団せず。
1999年と2000年は、独立リーグであるフロンティアリーグのチリコシー・ペインツでプレーした。
2000年7月にニューヨーク・ヤンキースと契約を結んだ。
2002年は傘下AA級ノーウィッチ・ナビゲーターズで134試合に出場し、打率.276、21本塁打、91打点の成績を残した。シーズン終了後にルール・ファイブ・ドラフトでサンフランシスコ・ジャイアンツに移籍。
2003年はこの年からジャイアンツ傘下となったAA級ノーウィッチで引き続きプレー。2004年もAA級ノーウィッチでプレー。
2005年は傘下AAA級フレズノ・グリズリーズで127試合に出場。打率.312、19本塁打、103打点の好成績を残すも、メジャーに昇格することはできなかった。
2006年1月19日に韓国野球委員会の起亜タイガースと契約した。しかし、不振により7月2日に解雇された。その後はジャイアンツとマイナー契約を結び復帰したが、10月15日にFAとなった。11月9日にボルチモア・オリオールズと契約。
2007年はオリオールズ傘下AAA級ノーフォーク・タイズで140試合に出場し、打率.283、15本塁打、78打点の成績を残すも、10月29日にFAとなった。12月7日にフィラデルフィア・フィリーズと契約を結んだ。
2008年は傘下AAA級リーハイバレー・アイアンピッグスで18試合連続安打を放つなど好成績を残し、7月11日にメジャーデビューを果たした。しかし13打数2安打に終わり、11月3日にFAとなった。11月18日にフィリーズと再契約した。
2009年は傘下AAA級リーハイバレーで119試合に出場し、打率305、9本塁打、77打点の成績を残すも、メジャー昇格の機会はなく、11月9日にFAとなった。12月18日にニューヨーク・メッツとマイナー契約を結んだ。2010年11月6日にFAとなった。
2011年と2012年はマイアミ・マーリンズ傘下でプレー。
2012年9月に第3回WBC予選のチェコ代表に選出された。
2013年2月に台湾・中華職業棒球大聯盟の統一セブンイレブン・ライオンズと契約したが、不振により4月30日に自由契約となった。退団後は6月3日デトロイト・タイガースとマイナー契約し、傘下AAA級トレド・マッドヘンズでプレー。この年限りで現役を引退した。

## 詳細情報

### 年度別打撃成績
| 年 度     | 球 団     | 試 合 | 打 席 | 打 数 | 得 点 | 安 打 | 二 塁 打 | 三 塁 打 | 本 塁 打 | 塁 打 | 打 点 | 盗 塁 | 盗 塁 死 | 犠 打 | 犠 飛 | 四 球 | 敬 遠 | 死 球 | 三 振 | 併 殺 打 | 打 率 | 出 塁 率 | 長 打 率 | O P S |
| --------- | --------- | ----- | ----- | ----- | ----- | ----- | -------- | -------- | -------- | ----- | ----- | ----- | -------- | ----- | ----- | ----- | ----- | ----- | ----- | -------- | ----- | -------- | -------- | ----- |
| 2006      | 起亜      | 40    | 151   | 143   | 14    | 32    | 3        | 1        | 4        | 49    | 15    | 2     | 1        | 0     | 1     | 6     | 0     | 1     | 17    | 2        | .224  | .258     | .343     | .601  |
| 2008      | PHI       | 10    | 13    | 13    | 0     | 2     | 0        | 0        | 0        | 2     | 1     | 0     | 0        | 0     | 0     | 0     | 0     | 0     | 5     | 1        | .154  | .154     | .154     | .308  |
| 2013      | 統一      | 20    | 90    | 77    | 10    | 20    | 2        | 1        | 2        | 30    | 13    | 0     | 0        | 0     | 1     | 10    | 1     | 1     | 11    | 0        | .260  | .356     | .390     | .746  |
| KBO：1年  | KBO：1年  | 40    | 151   | 143   | 14    | 32    | 3        | 1        | 4        | 49    | 15    | 2     | 1        | 0     | 1     | 6     | 0     | 1     | 17    | 2        | .224  | .258     | .343     | .601  |
| MLB：1年  | MLB：1年  | 10    | 13    | 13    | 0     | 2     | 0        | 0        | 0        | 2     | 1     | 0     | 0        | 0     | 0     | 0     | 0     | 0     | 5     | 1        | .154  | .154     | .154     | .308  |
| CPBL：1年 | CPBL：1年 | 20    | 90    | 77    | 10    | 20    | 2        | 1        | 2        | 30    | 13    | 0     | 0        | 0     | 1     | 10    | 1     | 1     | 11    | 0        | .260  | .356     | .390     | .746  |

### 背番号
- 32 （2006年）
- 24 （2008年）
- 36 （2013年）